# منظمة الفدائيين (أقلية)
منظمة الفدائيين هي منظمة إيرانية ماركسية لينينية. وقد تشكلت هذه المنظمة كجماعة منشقة عن منظمة العصابات الفدائية الشعبية الإيرانية في عام 1980. وكانت تُسمَى، في البداية، منظمة العصابات الفدائية الشعبية الإيرانية (أقلية).
وهذه الجماعة محظورة الآن في إيران، وتنفذ حاليًا أنشطة محدودة في المنفى، لا سيما في أوروبا. وتنشر هذه الجماعة مجلة Kar (كار).
منظمة الفدائيين (أقلية) هي منظمة شيوعية تناهض من أجل القضاء على الرأسمالية وتأسيس مجتمع شيوعي.
وتسعى منظمة الفدائيين (أقلية) جاهدةً لإقامة مجتمع يخلو من الطبقات الاجتماعية، وكافة صور الاستغلال، والقهر، والتمييز، وعدم المساواة الاجتماعية، والقمع. ويتمتع جميع أفراد المجتمع بالحرية والمساواة والسعادة والرفاهية وازدهار قدراتهم.
ويتمثل الهدف المباشر للمنظمة في القضاء على جمهورية إيران الإسلامية وتأسيس الدولة السوفيتية العمالية. والدولة السوفيتية - التي تمثل الصورة الأشمل للديمقراطية - ترسخ أكثر الحريات السياسية شمولاً واتساعًا، وتعمل على تنفيذ المتطلبات الديمقراطية والاجتماعية ومتطلبات الرفاهية التي سترسخها التغييرات الاجتماعية.

## وصلات خارجية
- www.fadaian-minority.org